# Parque nacional de Harz
El parque nacional de Harz es una reserva natural de Baja Sajonia, Alemania. Abarca una gran parte de los montes de Harz occidentales, extendiéndose desde Herzberg en el borde sur de la cordillera hasta Bad Harzburg en las laderas septentrionales. El área total es de 158 km².
El parque fue establecido en 1994, abarcando parte de los distritos de Goslar y Osterode. La elevación está entre 230 y 927 m (monte Bruchberg, cerca de Altenau). El 95% del área está cubierto de bosque (principalmente de coníferas).
Entre los animales del parque se incluyen el mirlo acuático, la cigüeña negra, el halcón peregrino y especialmente el lince. El lince se extinguió en los montes de Harz en los primeros años del siglo XIX, pero en 1999 se estableció un proyecto para su repoblación.
El área protegida del Harz oriental en Sajonia-Anhalt constituye otro parque nacional, el Parque Nacional de Hochharz.